# Image & Form
Image & Form Games es un desarrollador y editor de videojuegos fundado en 1997 por Brjánn Sigurgeirsson con sede en Gotemburgo, Suecia. El estudio comenzó desarrollando Windows y juegos basados en Mac Edutainment para editores escandinavos.
El estudio ha desarrollado y publicado varios títulos, su lanzamiento más reciente, SteamWorld Heist, fue lanzado en 2015.

## Juegos desarrollados y publicados
| Año  | Título                              | Plataforma (s)                                                                | Género (s)                          |
| ---- | ----------------------------------- | ----------------------------------------------------------------------------- | ----------------------------------- |
| 2010 | SteamWorld Tower Defense            | Nintendo DSiWare                                                              | Estrategia en tiempo real           |
| 2011 | Anthill                             | iOS, Android                                                                  | Estrategia en tiempo real           |
| 2013 | SteamWorld Dig                      | Nintendo 3DS, Microsoft Windows, macOS, Linux                                 | Plataforma, Acción-aventura         |
| 2014 | SteamWorld Dig                      | PlayStation 4, PlayStation Vita, Wii U                                        | Plataforma, Acción-aventura         |
| 2015 | SteamWorld Dig                      | Xbox One                                                                      | Plataforma, Acción-aventura         |
| 2015 | SteamWorld Heist                    | Nintendo 3DS                                                                  | Estrategia por turnos               |
| 2016 | SteamWorld Heist                    | PlayStation 4, PlayStation Vita, Microsoft Windows, macOS, Linux, Wii U, iOS  | Estrategia por turnos               |
| 2017 | SteamWorld Dig 2                    | Nintendo Switch, Microsoft Windows, macOS, Linux, PlayStation 4, Nintendo 3DS | Plataformas                         |
| 2019 | SteamWorld Quest: Hand of Gilgamech | Nintendo Switch, Google Stadia, IOS, Microsoft Windows                        | Videojuego de cartas de rol         |
| 2021 | The Gunk                            | Xbox One, Xbox Series X y Series S, Microsoft Windows                         | Plataformas, Aventura, Exploración. |